# Melanes
Melanes (griechisch Μέλανες (m. pl.)) ist ein Dorf im Westen der Kykladeninsel Naxos. Gemeinsam mit drei kleineren Dörfern bildet es die Ortsgemeinschaft Melanes (Τοπική Κοινότητα Μελάνων Topikí Kinótita Melánon) im Gemeindebezirk Naxos der Gemeinde Naxos und Kleine Kykladen in der griechischen Region Südliche Ägäis.

## Lage

Melanes mit Kourounochori

Die Ortsgemeinschaft Melanes nimmt im Westen von Naxos eine Fläche von 11,882 km² ein. Sie wird aus den Dörfern Melanes, Agios Thaleleos, Kourounochori und Myli gebildet. Westlich der Ortsgemeinschaft grenzt der Stadtbezirk Naxos an, im Norden und Nordosten liegen Galini, Engares und Kinidaros im Osten Chalkio sowie im Süden Potamia und Galandos.
Das Dorf Melanes liegt westlich oberhalb eines wasserreichen und fruchtbaren Tals. In geringer Entfernung liegen östlich auf der anderen Talseite unterhalb der Straße nach Kinidaros Myli und nordöstlich Kourounochori. Agios Thaleleos liegt talabwärts etwa 1,7 km nordwestlich an der Straße nach Chora.

## Gliederung
Das Dorf Melanes zählte von 1835 bis 1912 zur damaligen Gemeinde Vivlos. Mit der Gründung als Landgemeinde Melanes (Κοινότητα Μελάνων Kinótita Melánon) wurde 1912 auch Agios Thaleleos eingemeindet, 1920 folgten Kourounochori und Myli. Die Fusion mit weiteren zehn Landgemeinden zur Gemeinde Drymalia wurde im Rahmen der Gemeindereform 1997 durchgeführt. Seit der Verwaltungsreform 2010 hat Melanes den Status einer Ortsgemeinschaft (Τοπική Κοινότητα Topikí Kinótita) im Gemeindebezirk Drymalia der Gemeinde Naxos und Kleine Kykladen.
Einwohnerentwicklung von Melanes
| Name            | griechisch               | Code       | 1835 | 1920 | 1928 | 1940 | 1951 | 1961 | 1971 | 1981 | 1991 | 2001 | 2011 |
| --------------- | ------------------------ | ---------- | ---- | ---- | ---- | ---- | ---- | ---- | ---- | ---- | ---- | ---- | ---- |
| Melanes         | Μέλανες (m. pl.)         | 6702010901 | 275  | 273  | 307  | 318  | 387  | 411  | 377  | 370  | 374  | 417  | 414  |
| Agios Thaleleos | Άγιος Θαλέλαιος (m. sg.) | 6702010902 |      | 093  | 117  | 144  | 150  | 132  | 100  | 082  | 070  | 073  | 106  |
| Kourounochori   | Κουρουνοχώρι (n. sg.)    | 6702010903 |      | 104  | 113  | 258  | 138  | 186  | 159  | 121  | 111  | 110  | 105  |
| Myli            | Μύλοι (m. pl.)           | 6702010904 |      | 112  | 109  |      | 092  | 120  | 093  | 057  | 050  | 049  | 027  |
| Gesamt          | Gesamt                   | 67020109   | 275  | 582  | 664* | 720  | 767  | 849  | 729  | 630  | 605  | 649  | 652  |

* einschließlich Grambouni 15 Einwohner, Kambones 3 Einwohner

## Sehenswürdigkeiten

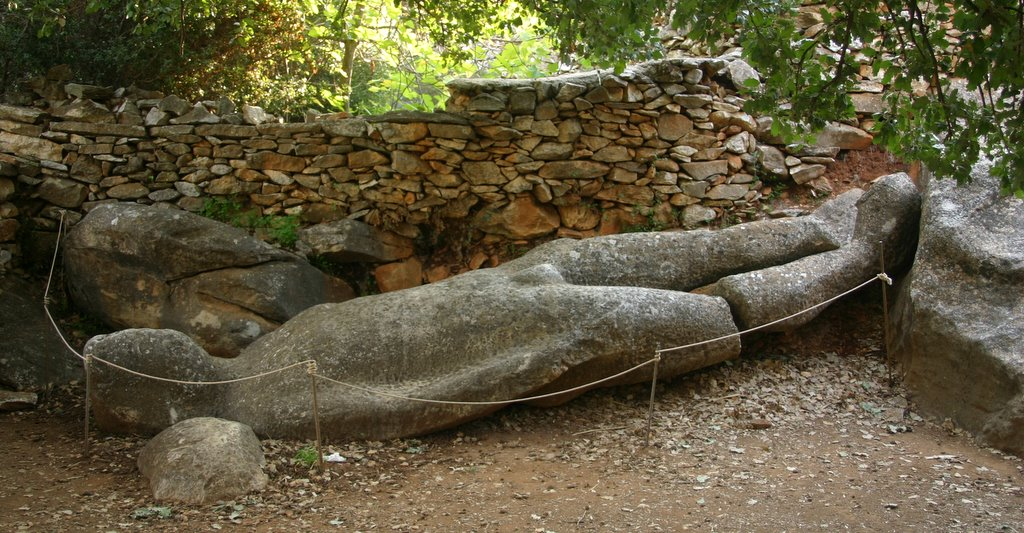
Kouros von Flerio
Bekannt ist der Ort durch den 5,5 Meter hohen und etwa 5 bis 7 Tonnen schweren Kouros von Flerio, der in einem bäuerlichen Garten von Melanes liegt. Beide Beine der unvollendeten Statue sind abgebrochen. Ein weiterer, zweiter Kouros von Flerio liegt auf dem Gebiet von Potamia, 300 m südwestlich in einem antiken Steinbruch.
Der 9 Meter große Koloss der Naxier wurde ebenso in diesem Steinbruch gewonnen, nach Naxos transportiert und auf der Insel Delos verschifft.
Die Steinbrüche bei Melanes wurden lediglich vom 7. bis 6. Jahrhundert v. Chr. genutzt. Unweit des Ortes Melanes bei Kinidaros befinden sich die heutigen Steinbrüche von Naxos-Marmor.
Quellheiligtum bei Flerio
Antike Wasserleitung
Von der wasserreichen Gegend Flerio wurde in antiker Zeit eine 11 km lange Wasserleitung zur Versorgung der Stadt Naxos angelegt. Sie war vom 6. Jahrhundert v. Chr. bis ins 8. Jahrhundert n. Chr. in Betrieb und wurde zweimal umgebaut. Bereits in der frühesten Bauphase war es erforderlich einen Berg nördlichen des Quellgebiets zu durchtunneln. Möglicherweise diente der 230 m lange Tunnel auch zum Sammeln zusätzlicher Wassermengen aus der Gegend um Kinidaros. Der erste Umbau in römischer Zeit behielt die ursprüngliche Route annähernd bei, ein Steinkanal ersetzte die antiken Tonröhren. Im 4. Jahrhundert n. Chr. wurden ähnlich der ersten Konstruktion wieder Tonröhren verwendet. Die Wasserleitung folgt der Grenzlinie zwischen tiefer gelegenen landwirtschaftlichen Flächen und den unfruchtbar höher gelegenen, um die Bewässerung von Kulturen entlang der Strecke über Verteilertanks zu ermöglichen.
Jesuitenkloster Kalamitsia
Die Ruine des Jesuitenklosters südlich von Melanes bei Kalamitsia ist eine Mischung aus lokaler und westlicher Architektur. Es besteht neben dem palastartigen zweigeschossigen Hauptgebäude aus einer Kapelle, Nebengebäuden wie Taubenhaus, Stallungen und Küchen. Im terrassierten Garten mit Stützmauern, Treppen und Zisternen waren auch Baumpflanzungen angelegt. Die weitere Umgebung wird für Olivenpflanzungen genutzt. Der Bau der Anlage wurde wahrscheinlich zwischen 1679 und 1681 unter dem Abt Roberto Sauger begonnen. Die gesamte Anlage ist durch mangelnde Instandsetzung, Plünderung und Nutzung für die Tierhaltung in einem schlechten Erhaltungszustand.